# Йотов, Алексей Эмильевич
Алексей Эмильевич Йотов (род. 17 февраля 1979, Москва) — российский и болгарский хоккеист.

## Биография
Воспитанник хоккейной школы «Динамо» (Москва). В сезоне 1997/98 дебютировал во второй российской лиге за дубль москвичей. Играл также за тверской ТХК, пензенский «Дизель», ступинский «Капитан» и клинский «Титан». В составе «Титана» стал обладателем кубка Восточно-европейской хоккейной лиги 2004 года. В сезоне 2001/02 выступал в Болгарии за софийскую «Славию». Принял решение выступать за сборную Болгарии. Выступал на 14 чемпионатах мира за болгарскую команду.
С 2009 по 2014 год — был в системе хоккейного клуба «Витязь». В сезоне 2013/14 являлся игроком тюменского «Рубина», но матчей за команду не играл. 2014 году подписал контракт с софийским ЦСКА, с командой стал чемпионом Болгарии 2014 и 2015 годов. Выступал в Континентальном кубке по хоккею с шайбой. В 2016 году перешёл в софийский «Ирбис-Скейт».